# Husasău de Tinca
Husasău de Tinca (in ungherese Biharhosszúaszó) è un comune della Romania di 2 282 abitanti, ubicato nel distretto di Bihor, nella regione storica della Transilvania.
Il comune è formato dall'unione di 5 villaggi: Fonău, Husasău de Tinca, Miersig, Oșand, Sititelec.